# Calceolaria hypoleuca
Calceolaria hypoleuca là một loài thực vật có hoa trong họ Calceolariaceae. Loài này được Meyen mô tả khoa học đầu tiên năm 1834.